# Wendell Meredith Stanley
Wendell Meredith Stanley (født 16. august 1904, død 15. juni 1971) var en amerikansk biokemiker og virologist Sammen med James B. Sumner og John Howard Northrop modtog han Nobelprisen i kemi i 1946 for deres arbejde med enzymer, proteiner og vira.
Stanley blev født i Ridgeville, Indiana og blev bachelor i kemi fra Earlham College i Richmond, Indiana. Han tog derefter en kandidat på University of Illinois, hvor han blev færdig 1927, hvorefter, han blev Ph.D. i kemi to år senere. Han skrev bogen Chemistry: A Beautiful Thing, som blev nomineret til Pulitzerprisen. Han fik udgivet mere en 150 videnskabelige artikler.